# Seznam látek považovaných za jedy
Tento seznam obsahuje chemické látky, které jsou uvedeny v nařízení vlády č. 467/2009 Sb. - tyto látky se považují za jedy ve smyslu českého trestního zákoníku. Neoprávněné držení uvedených látek (včetně směsí obsahujících nejméně 7 % těchto látek) v množství větším než malém, jakož i neoprávněná výroba, dovoz, vývoz,  průvoz, nabízení, zprostředkování a prodej těchto látek jsou trestné. Další informace najdete v článku Jed.

## Seznam látek
- Acetonkyanhydrin
- Akonitin
- Akrylaldehyd
- Aldikarb
- Arsan
- ANTU
- Atropin
- Azid sodný
- Azinfos-ethyl
- Azinfos-methyl
- Aziridin
- Azocyklotin
- benzen
- Beryllium
- Beta-cyflutrin
- Beta-propiolakton
- Bis(2-chlorethyl)ether
- Bis(chlormethyl)ether
- Blasticidin-s
- Brodifakum
- Brom
- Bromid boritý
- Bromoxynil
- Brucin
- Brucin-(R)-1-methylheptyl-hydrogen-ftalát
- Brucin-nitrát
- Brucin-sulfát
- Cyanurchlorid
- Cykloheximid
- Dieldrin
- Dimethylrtuť
- Dipikrylamin
- Demefion-0
- Demefion-S
- Demeton
- Demeton-O
- Demeton-S
- Dialifos
- Diazinon
- Dibutylcín dichlorid
- Diethylenglykol-dinitrát
- Diethylrtuť
- Difacinon
- Difenakum
- Dichlorvos
- Dichroman amonný
- Dichroman draselný
- Dichroman sodný
- Dikrotofos
- Dikvat dibromid
- Dikvat dichlorid
- Dimefox
- Dimethyl-sulfát
- Dinitrobenzen
- Dinoterb
- Dioxathion
- Dipropylentriamin
- Disulfoton
- DNOC
- Endrin
- Endosulfan
- Ergokalciferol
- Ethidinium bromid
- Ethoprofos
- Ethyl-bromacetát
- Ethyl-chlorformiát
- Ethylen-dinitrát
- Ethylenchlorhydrin
- Fenamifos
- Fenbutatinoxid
- Fenpropathrin
- Cyflutrin
- Fensulfothion
- Fentinacetát
- Fentinhydroxid
- Fluenetil
- Fluor
- Fluoracetamid
- Fluorid boritý
- Fluorid kademnatý
- Fluoroctan sodný
- Fluorovodík
- Fonofos
- Forát
- Formetanat
- Formetanat-hydrochlorid
- Fosacetim
- Fosfamidon
- Fosfan
- Fosfid hlinitý
- Fosfid hořečnatý
- Fosfid vápenatý
- Fosfid zinečnatý
- Fosfolan
- Fosfor (bílý)
- Fosgen
- Fosthietan
- Fysostigmin
- Gama-cyhalothrin
- Guazatin
- Hexachlorcyklopenta-1,3-dien
- Hyoscyamin
- Chlorethanal
- Chlorfenvinfos
- Chlorid boritý
- Chlorid fosforečný
- Chlorid fosforitý
- Chlorid kademnatý
- Chlorid rtuťnatý
- Chlormefos
- Chlorofacinon
- Chlorthalonil
- Chlorthiofos
- Cholekalciferol
- Chroman sodný
- Isazofos
- Isobenzan
- Isodrin
- Isolan
- Kadmium (pyroforické i nepyroforické)
- Karbofuran
- Karbosulfan
- Kolchicin
- Krimidin
- Krotonaldehyd
- Kumafos
- Kumatetralyl
- Kyanid draselný
- Kyanid kademnatý
- Kyanid vápenatý
- Kyanid sodný
- Kyanovodík
- Kyanthoat
- Kyselina fluoroctová
- Kyselina fluorovodíková
- Mefosfolan
- Methamidofos
- Methidathion
- Methomyl
- Methyl-chlorformiát
- Methyl-isokyanát
- Methylen-dithiokyanát
- Mevinfos
- Mexakarbat
- Mipafox
- Monokrotofos
- Nikotin
- Nitroglycerin
- Neodekanoylchlorid
- Oxamyl
- Oxid arsenitý
- Oxid berylnatý
- Oxid dusičitý
- Oxid chloričitý
- Oxid chromový
- Oxid kademnatý (nepyroforický)
- Oxid osmičelý
- Oxydisulfoton
- Parakvat-dichlorid
- Parakvat-dimethylsulfát
- Parathion
- Parathion-methyl
- Pentachlorfenol
- Pentachlorfenolát draselný
- Pentachlorfenolát sodný
- Pilokarpin
- Propylenimin
- Prothoát
- Pyrazoxon
- Rtuť
- Scillirosid
- Seleničitan sodný
- Schradan
- Síran kademnatý
- Síran thallný
- Skopolamin
- Strychnin
- Sulfan
- Sulfotep
- TCMTB
- TEPP
- Terbufos
- Terc-butylarsan
- Tetrakarbonyl niklu
- Thallium
- Thiokyanatan thallný
- Thionazin
- Tolylfluanid
- Triamid
- Triamifos
- Trichlorid fosforylu
- Trichloronat
- Trichlornitromethan
- Uran
- Ziram